# Germaine Beaumont
Germaine Beaumont (właśc. Germaine Battendier; ur. w 1890 r., zm. w 1983) – francuska pisarka i dziennikarka. Urodziła się w Petit-Couronne, zmarła w Montfort-l'Amaury w wieku 92 lat. Jest autorką ponad 12 książek, najbardziej znana to Piége, za którą otrzymała Nagrodę Renaudot w 1930 r.